# Glenea proxima
Glenea proxima är en skalbaggsart som först beskrevs av Auguste Lameere 1893.  Glenea proxima ingår i släktet Glenea och familjen långhorningar.
Artens utbredningsområde är:
- Ghana.
- Liberia.

Inga underarter finns listade i Catalogue of Life.